# Tańce standardowe

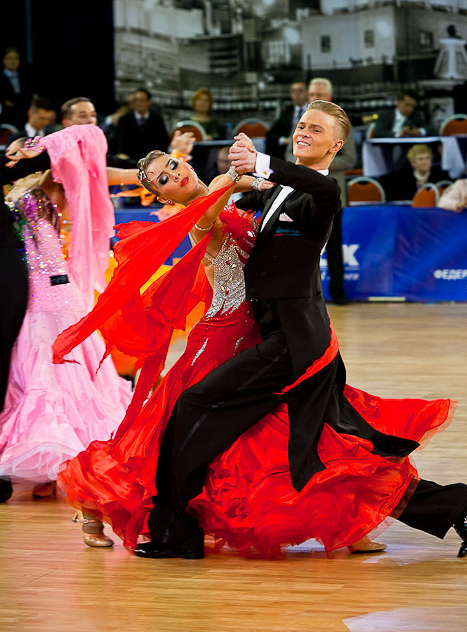
Tancerze standardowi

Tańce standardowe – grupa tańców prezentowanych podczas turniejów tańców towarzyskich.
Zaliczają się do nich:
- walc wiedeński
- walc angielski
- tango
- quickstep
- fokstrot

Charakterystyczny jest ubiór pary tanecznej: kobieta występuje w długiej, zwiewnej sukni i pantoflach na obcasie, a mężczyzna we fraku i lakierkach.
Porządek tańców standardowych podczas turniejów tanecznych:
1. Walc angielski
2. Tango
3. Walc wiedeński
4. Fokstrot
5. Quickstep

Ustandaryzowaniem wszystkich tańców i włączeniem ich do programu turniejowego zajęli się członkowie Imperial Society of Teachers of Dancing (ISTD). Nie dotyczyło to początkowo walca wiedeńskiego, który dla Anglii nie był zbytnio wart zainteresowania, a walc angielski był tym jedynym właściwym. W późniejszym czasie również i walc wiedeński dołączył do tej grupy tańców.